# Péninsule Faddeïevski

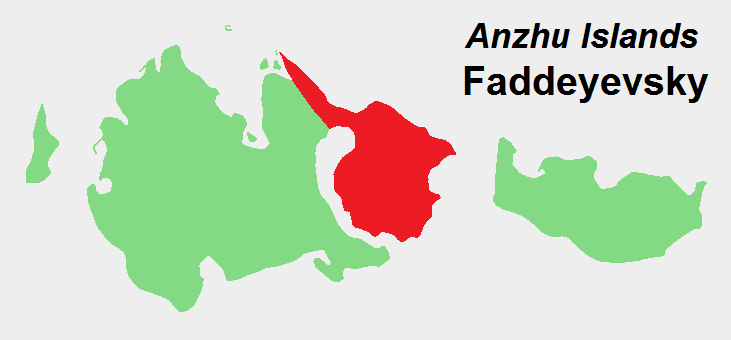
Localisation de la péninsule Faddeïev sur l'île Kotelny.

La péninsule Faddeïevski est une péninsule (anciennement île) de l'île Kotelny (sous-groupe Anjou) dans l'océan Arctique. Elle a une superficie de 5 300 km2 et culmine à 57 mètres. Elle fait administrativement partie de la Iakoutie (Russie), tout comme le reste de l'archipel de Nouvelle-Sibérie. La péninsule est limitrophe au nord-ouest de la Terre de Bunge. On y chasse le renard polaire. La péninsule porte le nom du trappeur russe Faddeïev qui construisit la première habitation. 
La péninsule Faddeïevski a été découverte par Iakov Sannikov en 1805.

## Carte
- Carte S-53,54
- Carte S-55,56